# Lexikon verfolgter Musiker und Musikerinnen der NS-Zeit
Das Lexikon verfolgter Musiker und Musikerinnen der NS-Zeit (LexM) ist ein Onlinelexikon der Universität Hamburg, das seit 2005 als work in progress erarbeitet wird.

## Herausgabe/Inhalte
Herausgeber sind heute Sophie Fetthauer und Peter Petersen sowie Claudia Maurer Zenck (ruhend). Sitz des LexM ist die Arbeitsstelle Musik und Diktatur als Teil des Instituts für Historische Musikwissenschaft der Universität Hamburg. Das LexM wurde anfangs von der DFG, danach von der Alfred Toepfer-Stiftung, der Alfried Krupp von Bohlen und Halbach-Stiftung, der Ernst von Siemens Musikstiftung, der Mariann Steegmann-Foundation, der Zeit-Stiftung und der Behörde für Wissenschaft und Forschung Hamburg gefördert. Es führt die Berufsmusiker unter den „Betroffenen des NS-Terrors“ auf. Die Artikel enthalten ein biographisches Narrativ sowie gesicherte Einzeldaten zur Biographie, außerdem sind die dazu verfügbaren primären und sekundären Quellen angegeben. Auch Bild-, Noten- und Tonmaterial werden geboten. Die Texte sind bei Angabe von Autor und Quelle für Programmhefte, Covertexte usw. nutzbar. Die Übernahme vollständiger Artikel bedarf der Zustimmung der Autoren.

## Technik
Für das LexM wurde eine eigenständige Webapplikation auf Basis des MyCoRe-Funktionskerns entwickelt. Datenmodell, Erscheinungsbild und Recherchemöglichkeiten wurden an die Anforderungen eines Onlinelexikons angepasst. Die Anwendung wird am Regionalen Rechenzentrum der Universität Hamburg gehostet.